# Gui (plante)
Viscum album
Pour les articles homonymes, voir Gui.
Ne doit pas être confondu avec Gui américain.
Espèce
Classification APG III (2009)
Statut de conservation UICN

 LC  : Préoccupation mineure
Le gui (aussi appelé gui blanc ou gui des feuillus, même si on le trouve parfois et localement sur des résineux), Viscum album, est une espèce de plantes parasites (hémiparasite), qui ne possède pas de racines mais se fixe sur un arbre hôte dont elle absorbe la sève à travers un ou des suçoirs.
Il s'agit d’un sous-arbrisseau de la famille des Santalaceae. C'est une plante épiphyte ; elle est dite « hémiparasite » parce qu'elle ne prélève presque que de la sève brute (eau et sels minéraux) puisque grâce à ses chloroplastes, elle est capable d'assimilation chlorophyllienne, y compris en hiver. En principe, le gui n'attaque pas les cellules de l'arbre parasité, il ne décompose pas le bois même s'il en diminue la qualité pour l'utilisation par l'homme.
Viscum album est originaire des régions tempérées d'Europe. D'autres espèces existent, y compris en Australie, dont certaines parasitent les racines d'arbres. Ses fruits apparaissent en hiver quand la nourriture se fait rare. Toxiques pour l'homme, les fruits du gui sont appréciés de certains oiseaux, des grives notamment, mais aussi de la mésange bleue (Cyanistes caeruleus) et de la sittelle torchepot (Sitta europaea). Ces oiseaux participent à la dissémination du gui par leur fiente contenant des graines non digérées.
Autrefois récolté par les druides, c'est en Europe une plante traditionnelle qui, avec le houx, sert d'ornementation pour les fêtes de Noël et de fin d'année. Les francophones l'appellent aussi bois de Sainte Croix, glu, verquet, blondeau, gu, vert de pommier, bouchon.

## Description

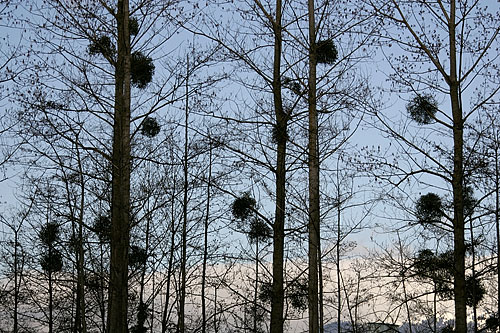
Gui dans une peupleraie artificielle.

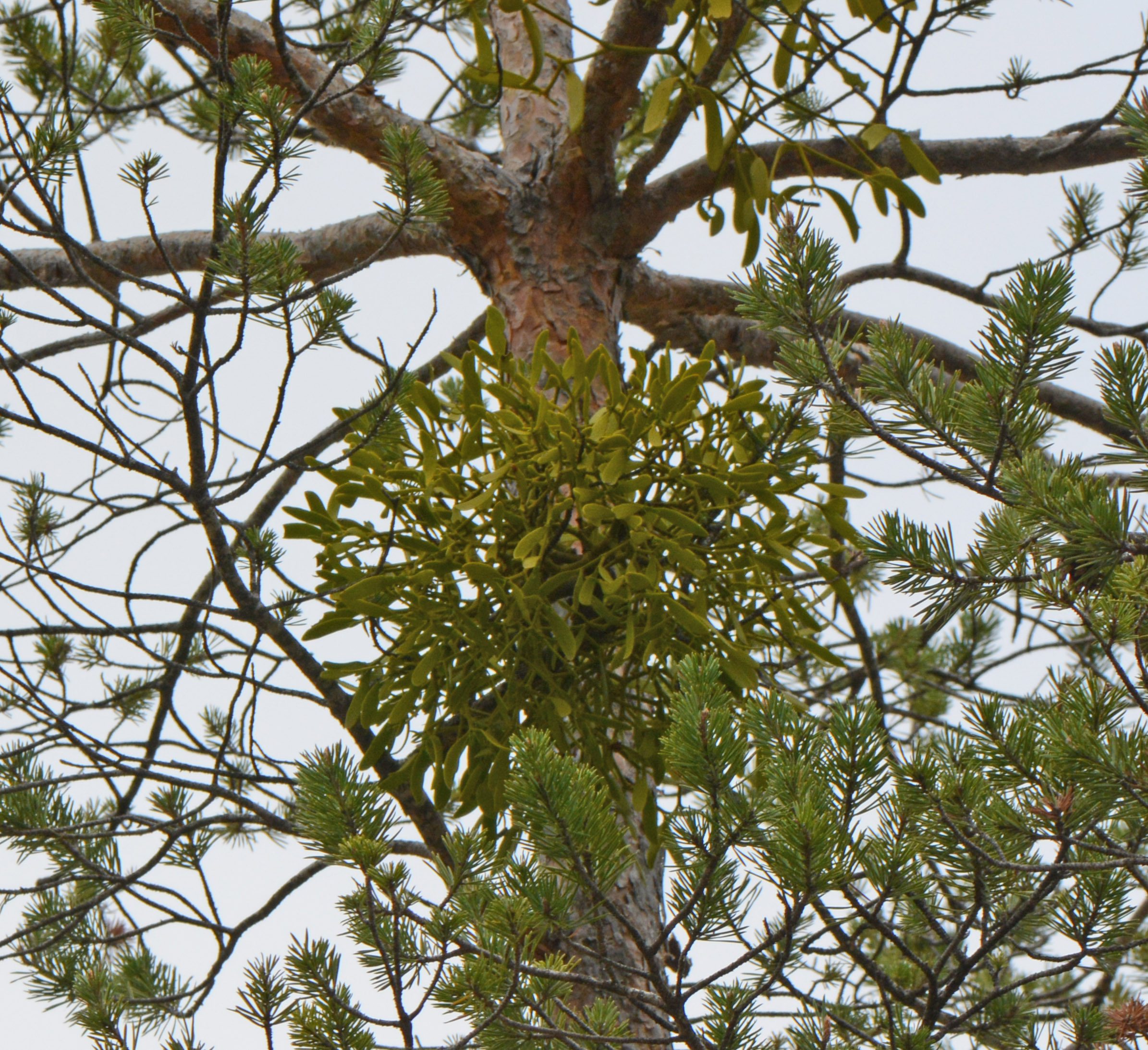
Gui sur résineux (sur Pin fortement défolié, après plusieurs épisodes de sécheresses et canicules) dans les Alpes-maritimes (vallée de l'Esteron).

### Appareil végétatif

#### Port
La ramification sympodiale (« croissance en zig-zag ») dichasiale (à deux rameaux) du gui prend initialement la forme d'un éventail avant de se ramifier en tous sens sous forme globuleuse. Le gui prend ainsi, après quelques années, l'apparence d'une grosse « boule » vert jaunâtre de 50 cm à un mètre de diamètre.
Sempervirent (« toujours vert »), son feuillage persiste en hiver après la chute des feuilles des arbres, il devient facilement repérable.

#### Suçoirs
Dépourvu de racines, il est fixé à son hôte par un suçoir primaire de forme conique qui s'enfonce profondément jusqu'au bois, sans pouvoir pénétrer le tissu ligneux. L'accroissement du bois en épaisseur par la formation des cernes annuels finit par l'englober plus profondément. Le suçoir émet alors des ramifications latérales, les cordons corticaux qui s'insinuent et se ramifient sous l'écorce à la limite du cambium et du liber et émettent à leur tour des suçoirs secondaires. L'observation sur une branche coupée de l'enfoncement de ces suçoirs dans les cernes du bois permet de déterminer l'âge de la touffe, qui peut atteindre trente-cinq ans.
Le cordon cortical souterrain peut produire des rejets.

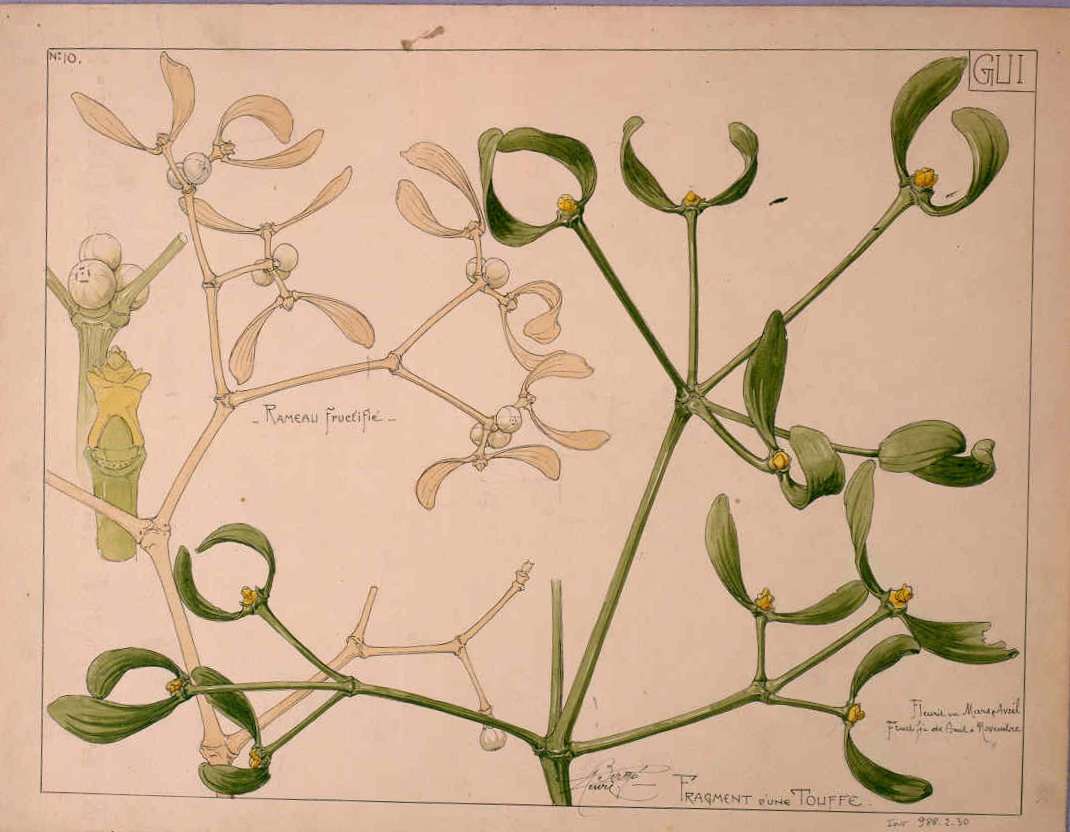
Étude de gui, début du XXe siècle, Henri Bergé, musée de l'Ecole de Nancy.

#### Tiges
Les tiges, cassantes, vertes et de section circulaire, ont un mode de ramification dichotomique (qui se divise en deux) par suite de l'avortement du bourgeon terminal. Cette dichotomie n'est toutefois pas absolue, il peut arriver que plus de deux rameaux partent du même nœud. Les ramifications successives conduisent à la forme de boule, leur nombre permettant d'évaluer l'âge de la plante.
Les feuilles, vertes ou tirant sur un vert-jaunâtre un peu glauque, sont simples, d'obovales (en ovale renversé) à oblongues, obtuses, sessiles, légèrement charnues et disposées par paires opposées à l'extrémité des rameaux. Leur limbe, coriace, de 2 à 8 cm de long, est parcouru par cinq nervures parallèles. Elles persistent de 18 mois à deux ans, faisant du Gui une plante toujours verte.

### Appareil reproducteur

#### Fleurs

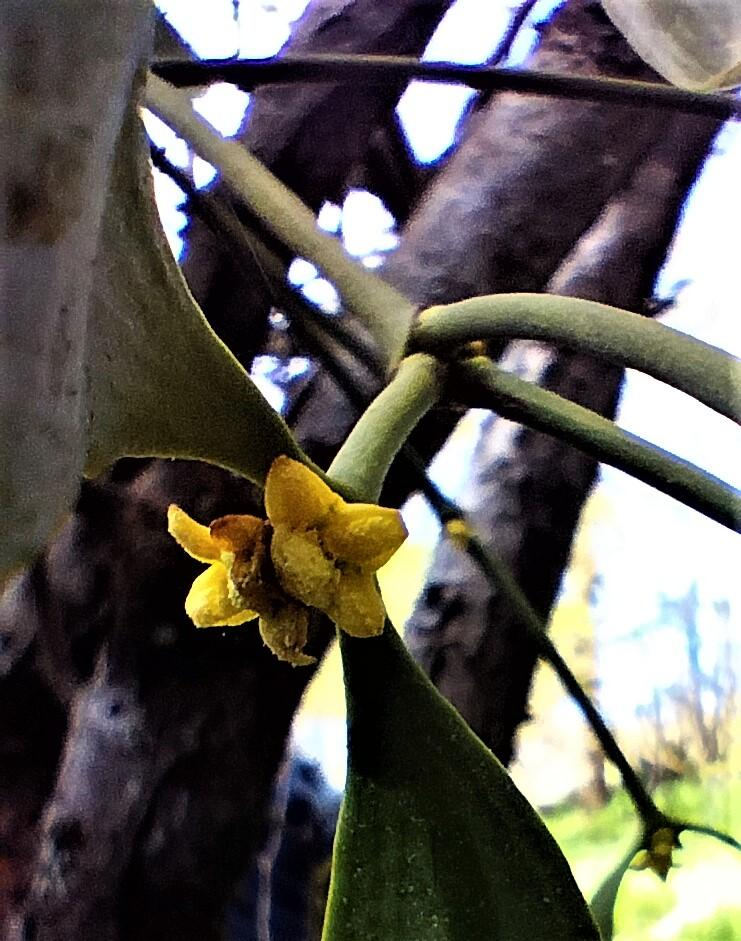
Fleurs de gui.

Le gui est dioïque, avec des pieds à fleurs femelles et d'autres mâles. Les fleurs staminées (plus grandes) et pistillées (plus nectarifères) sont généralement groupées en triades, avec une terminale et deux latérales.
Il fleurit en mars–avril.
Il peut arriver que des touffes voisines,mâles et femelles, soient imbriquées, un pied mâle pouvant parasiter un pied femelle, ou vice versa, et donnent ainsi l'impression d'un pied hermaphrodite
Les fleurs discrètes, sessiles et jaunâtres, sont groupées en petites inflorescences (glomérules) insérées au niveau des nœuds des tiges et sous-tendues par deux bractées fusionnées.
Les fleurs mâles comportent quatre tépales disposées en spirale et qui portent les anthères sans filet. À la floraison, elles laissent apparaître le pollen sur leur face interne.
Les fleurs femelles  comportent quatre tépales surmontant un ovaire infère soudé au réceptacle. Elles sont déjà formées en automne et passent l'hiver fermées ; elles s'ouvrent aux premiers rayons de soleil du printemps.

#### Fruits

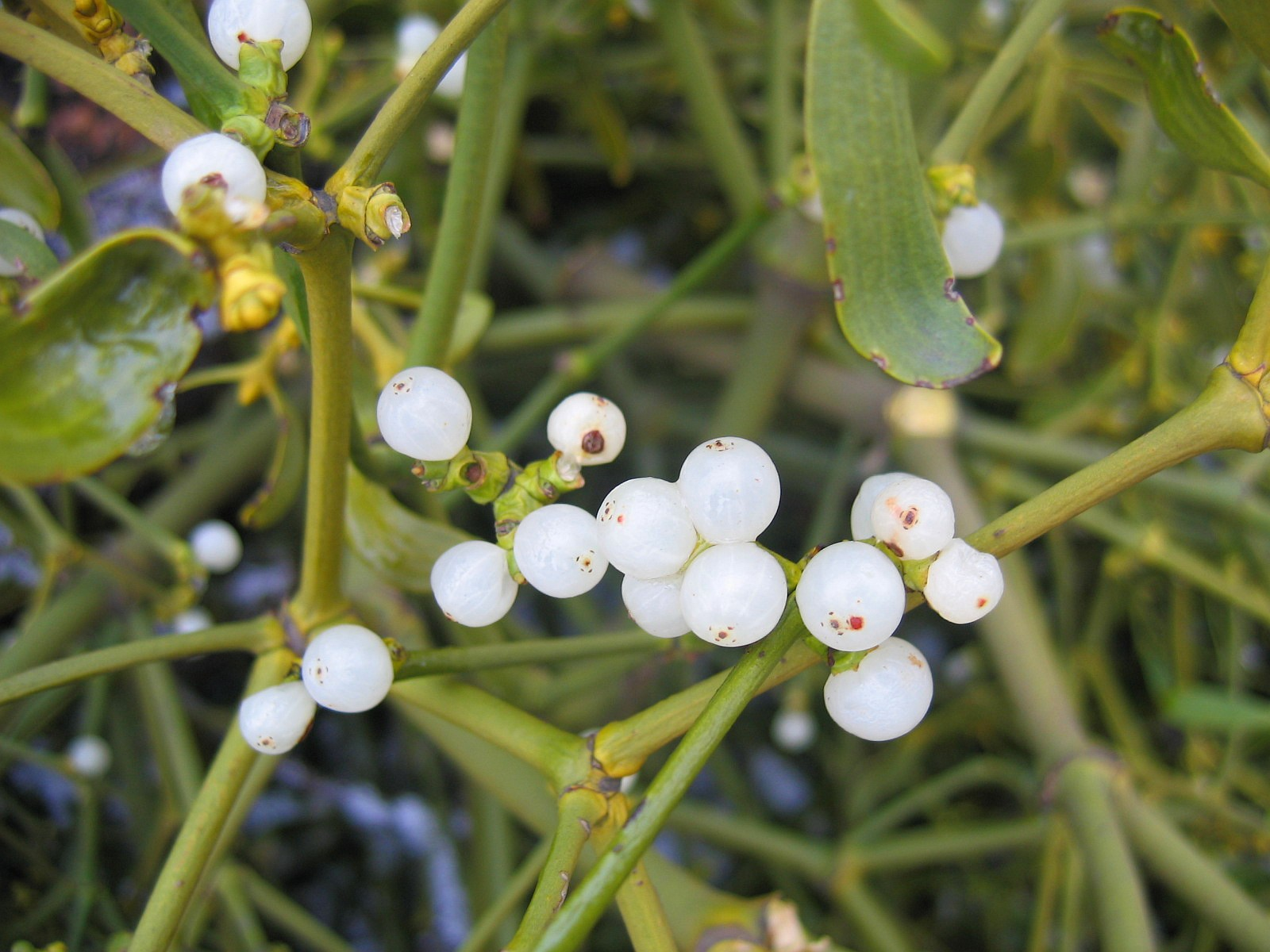
Fruits du gui.

Les fruits donnés par les touffes femelles sont de fausses baies (pseudo-baies globuleuses ou pyriformes) de 6 à 10 mm de diamètre, d'un blanc vitreux – ou jaunâtres pour le Gui du sapin – charnues et visqueuses (caractéristique soulignée par Virgile et Pline) d'où le terme de viscum. La pulpe translucide est constituée d'un mucilage : la viscine, substance collante qui contribue à la fixation des graines sur les branches des plantes-hôtes. L'épicarpe est recouvert par un anneau de quatre lignes sombres représentant les cicatrices des tépales, et un point central causé par le stigmate du pistil.
Les fruits mûrissent en deux ans, et ne tombent qu'au début de la troisième année.

## Biologie
Le Gui est une plante hémiparasite, c'est-à-dire qu'il n'est pas totalement dépendant de son hôte.
Il utilise les ressources de la plante hôte en lui soutirant eau et sels minéraux, mais il a de la chlorophylle et peut synthétiser ses propres sucres, protéines, etc. Les Guis présentent une évapotranspiration importante (nécessaire pour entretenir le gradient de pression leur permettant d'absorber de la sève de l'hôte). Mais en cas de sécheresse forte, ce phénomène n'est parfois plus suffisant et les Guis meurent alors habituellement avant leur hôte, ce qui explique — dans la nature — leur vitalité cyclique ; sauf cas exceptionnels, les Guis n'y vivent probablement que peu de temps, en fonction de facteurs tels que la disponibilité en eau ou la présence d'oiseaux disséminateurs,,.

### Plantes hôtes

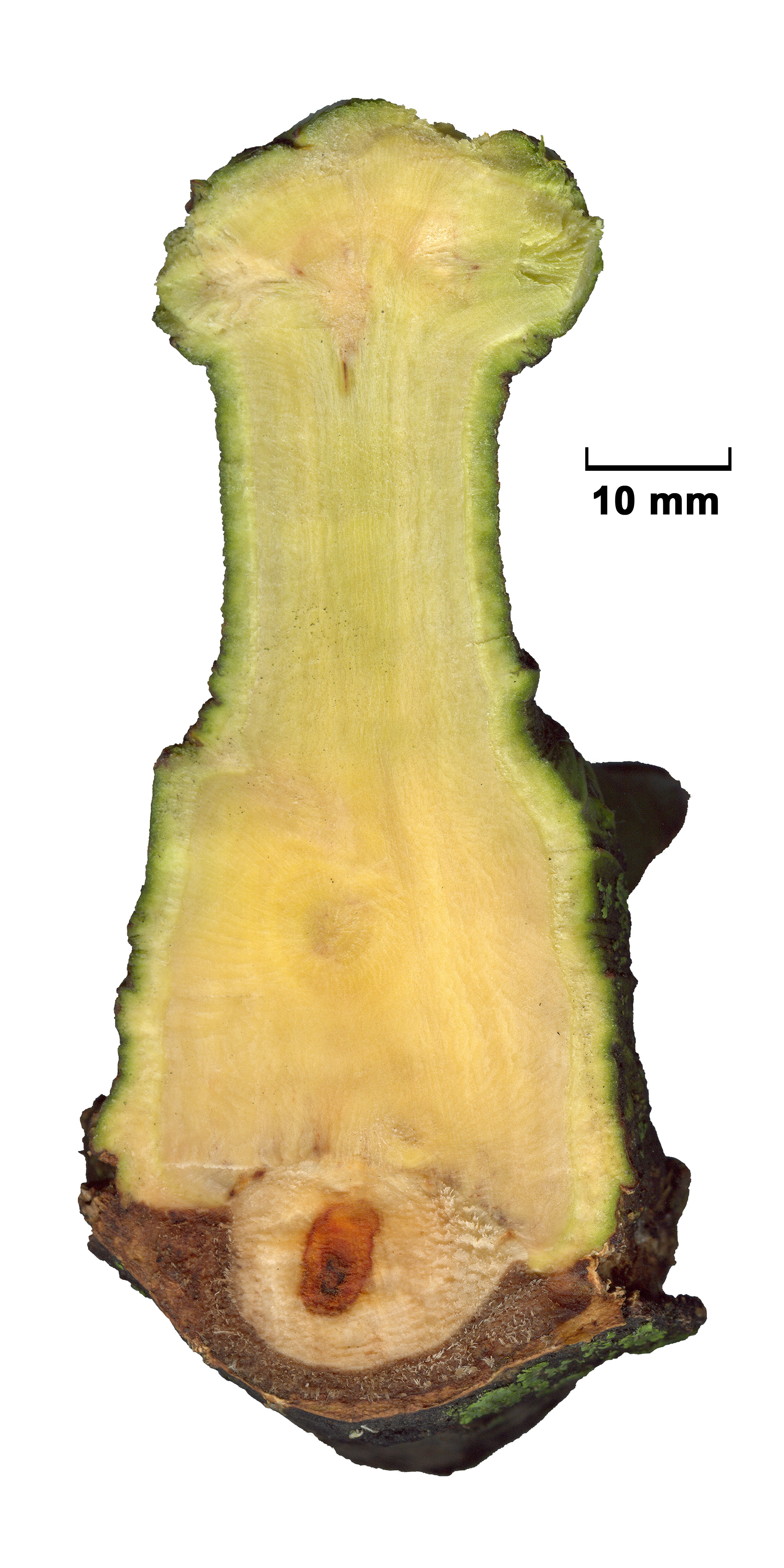
Vue en coupe d'une branche de peuplier (en bas de l'image) parasitée par un pied de Gui.

Chaque espèce de Gui est plus ou moins inféodée à certaines essences et à un type d’habitat. Viscum album qui parasite 120 espèces d'arbres et d'arbrisseaux, est réputé ne pousser que sur des feuillus, mais on le trouve exceptionnellement et localement sur des résineux introduits (ex : pin noir récemment de plus en plus touché dans certaines zones du sud des Préalpes françaises) où ces arbres ont été intensivement plantés pour lutter contre l'érosion, et plus généralement sur le sapin par la sous-espèce Viscum album abietis. Des observations de terrain ont suggéré qu'il pousserait plus facilement sur le sapin quand ce dernier est âgé, mais ceci ne vaut pas pour le pin noir introduit dans les Préalpes, qui peut être touché jeune. Par ailleurs, une période de croissance (de 10 à 15 ans) des boules de gui est souvent constatée ; après quoi le gui ne disparait pas, mais cesse de se développer rapidement dans l'arbre, peut-être à la suite d'une résistance acquise par l'arbre, ou parce que cet arbre serait moins attractif pour les grives qui en déposent les graines (au printemps), alors que les sittelles s'en nourrissent plutôt en hiver.
Pour des raisons encore mal comprises, sa répartition n'est pas homogène. Par exemple dans le nord de la France, la Flore de Flandre le considère comme commun dans une partie de la région (Artois et Boulonnais, et introduit en quelques points dans la communauté urbaine de Lille), mais il « manque totalement sur près des deux tiers du territoire régional ».
Plus d’une centaine d’espèces d’arbres ou grands buissons sont susceptibles d’être parasitées. Parmi les feuillus les arbres les plus fréquemment atteints sont les pommiers, les peupliers (surtout le peuplier noir ou certains de ses hybrides et le tremble), les aubépines, les saules, les robiniers, les sorbiers, les amandiers et les tilleuls.
On le trouve plus rarement sur les poiriers, les érables, les noisetiers, les charmes, les châtaigniers et les cerisiers. Encore plus rarement sur les arbres à bois très dur, tels que les noyers, les frênes ou les micocouliers.
On ne le trouve jamais sur les hêtres et les platanes. Sa présence sur les ormes et les chênes est exceptionnelle. La présence  des  « chênes à Gui » a été recensée dans 38 départements français avec une présence plus importante en Bretagne et Normandie,. Le chêne opposerait une barrière chimique empêchant la pénétration du Gui dans le rameau. Il ne peut se développer que sur des chênes ayant une déficience génétique, ce qui explique sa rareté

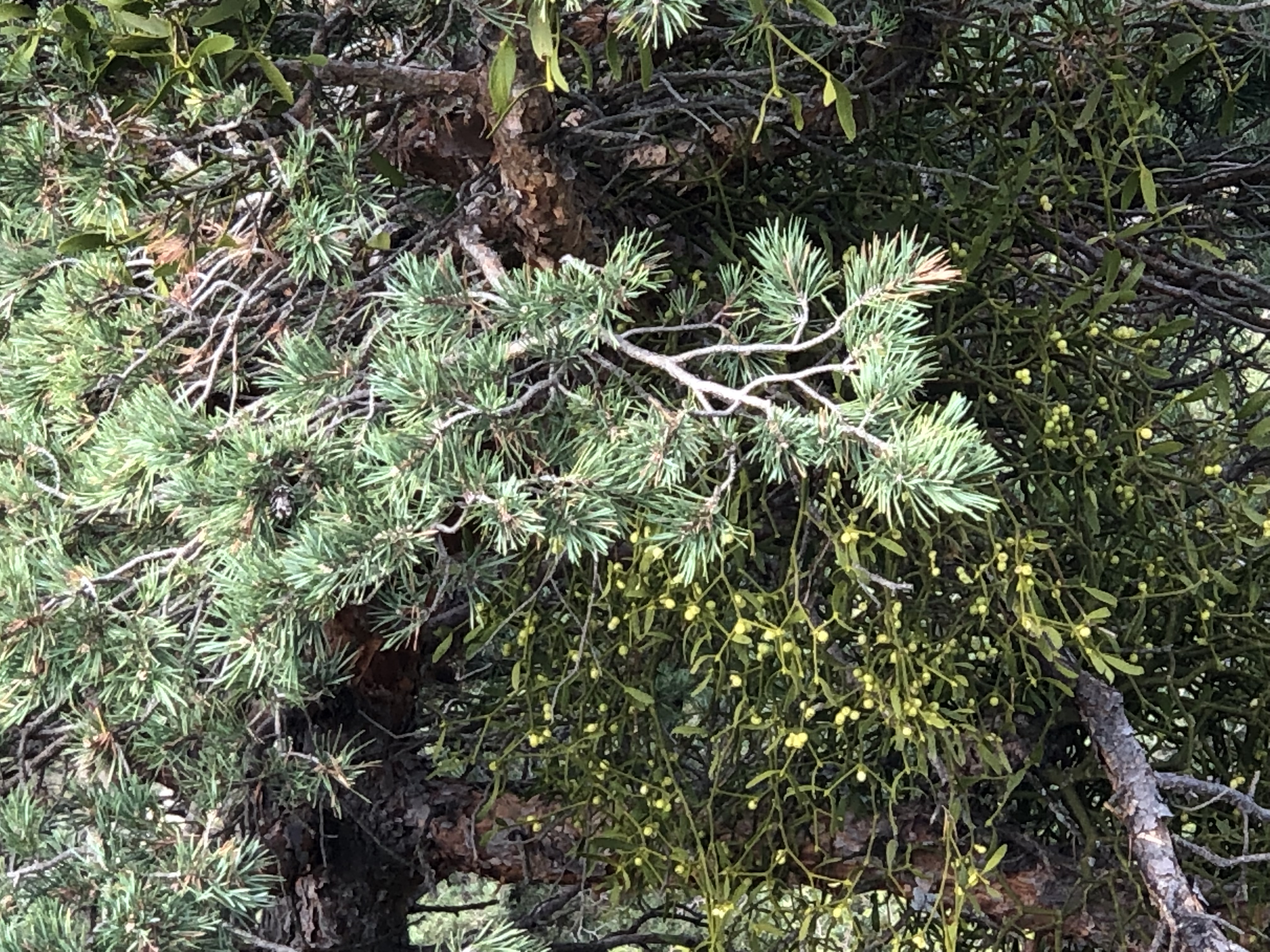
Exemple de Gui sur un pin dans le massif du Mercantour.

Le Gui, parfois, peut aussi parasiter une autre touffe de Gui.

### Dissémination
Le gui est pollinisé par les insectes. La dispersion des graines est essentiellement assurée par certains Turdidae (notamment la grive draine) qui raffolent des fruits du Gui et rejettent les graines non digérées dans leurs fientes, parfois à plusieurs kilomètres compte tenu du temps de la digestion.
Les fauvettes à tête noire qui décortiquent les baies sur place assurent une dissémination beaucoup plus localisée. Elles sont incapables d'avaler le fruit et se contentent d'en extraire la pulpe. Les graines sont ainsi abandonnées sur des branches et trouvent les conditions idéales pour germer. Les mésanges et les sittelles, se nourrissent des graines collées sur les rameaux par les fauvettes, grâce à leur bec court et massif capable de les casser. 8 ou 9 graines sur 10 sont ainsi repérées et mangées par ces passereaux, en hiver.
De la graine collée à l'arbre ou sur tout autre substrat, grâce à la viscine, émerge alors une ou deux excroissances vertes (hypocotyles) — rarement trois —, correspondant chacune à un embryon. En utilisant les réserves des cotylédons de la graine, l'hypocotyle s'allonge — son extrémité présente une protubérance et se dirige vers le substrat. Au contact du rameau, se développe un « disque ou cône de fixation » permettant l'adhérence. À l'issue de deux mois environ se développe toujours, à l'extrémité de l'hypocotyle, un  coin, qui pénètre l'écorce de l'arbre-hôte jusqu'aux vaisseaux transportant la sève ; c'est la transformation de l'hypocotyle en « suçoir ». L'embryon peut donc ne pas rester longtemps à l'état d'épiphyte stricto sensu, c'est-à-dire totalement autonome (fonction chlorophyllienne) ; mais dans tous les cas, pendant la première année surtout et les suivantes, le prélèvement de sève est faible. Lorsque l'écorce est trop épaisse empêchant l'accès vers la sève, la plantule se dessèche après avoir épuisé toutes ses réserves.
Au printemps suivant, de la graine initiale, dont il ne reste plus qu'une petite tige, correspondant au suçoir, vont alors émerger deux petites feuilles constituant le premier stade d'une nouvelle touffe.
Une boule de gui peut fabriquer près de 30 000 graines en 35 ans, 1 seule sur 10 ou 15 000 donnera un nouveau pied.

### Le réchauffement climatique
Chez les résineux le gui pourrait bénéficier du réchauffement climatique qui affaiblit les arbres (via le stress hydrique notamment) ; une corrélation  positive a été trouvée entre la gravité des défoliations et le taux de gui présent sur un arbre,, et avec la mort prématurée du Pin sylvestre (par exemple dans le Valais en Suisse). Les placettes suivies en région PACA par l'étude Sylforclim montrent que pour 79 % des placettes présentes du gui (dont 37 % avec un taux d’occupation moyen des houppiers supérieur à 10 %) ; une corrélation positive est aussi détectée (relation linéaire) entre le taux d’infestation du gui et le taux de défoliation des houppiers, de même (mais moindrement) qu’entre le taux de mortalité et le taux de présence de gui dans les pins. Les facteurs climatiques (topoédaphiques notamment) expliquent en grande partie le dépérissement, une moindre densité d'arbres et une faible surface terrière. Le gui, les chenilles défoliatrices et les scolytes affaiblissent et tuent les arbres déjà affaiblis par le manque d'eau et la chaleur. Selon un modèle créé dans le cadre de cette étude, la présence de gui pourrait être ici essentiellement expliquée par des facteurs climatiques (parcelle en stress hydrique et édaphique avec mauvais bilan hydrique sur la saison de végétation d'avril à octobre), et donc plutôt située en haut de versant (où le déficit en eau est généralement exacerbé) et à faible altitude (où l’humidité est généralement moindre et la température plus élevée que dans les vallées ou en altitude). Dès que le gui occupe plus de 10 % dans le houppier de pin sylvestre, l'arbre dépérit.
Le confinement écologique semble défavorable au gui (mauvaise dissémination des graines), de même que le retour de conditions climatiques plus humides et fraiches; le pin reconstruit alors son houppier à la défaveur du gui qui ne disparait pas mais qui entre en latence.

## Sous-espèces
- Viscum album L. subsp. album, 1753[28]  parasite les feuillus ;
- Viscum album L. subsp. abietis (Wiesb.) Abromeit, 1928 parasite le sapin pectiné[17] ;
- Viscum album L. subsp. austriacum (Wiesb.) Vollm., 1914[29], les pins et les mélèzes en montagne à partir de 800 m d’altitude.

## Autres espèces du genre Viscum
Il existe quelque 70 espèces du genre Viscum réparties dans les régions tempérées.
Les guis américains, dont Phoradendron leucarpum et P. flavescens, bien que ressemblant à Viscum album, appartiennent à un genre distinct, Phoradendron, originaire d’Amérique du Nord.

## Répartition
L'aire de répartition du gui est assez vaste. Elle comprend :
- l'Afrique du Nord,
- l'Europe : de la Scandinavie à la péninsule Ibérique et des îles Britanniques à la Russie et l'Ukraine,
- l'Asie Mineure et le Proche-Orient (Liban, Syrie),
- la région du Caucase,
- l'Extrême-Orient (Japon et Corée),
- le sous-continent indien et l'Indochine.

Eurasiatique, c'est une espèce présente dans les plaines, collines et en montagne jusqu'à 1 300 mètres d'altitude. Elle est rare en région méditerranéenne.

## Statuts de protection, menaces
L'espèce n'est pas encore évaluée à l'échelle mondiale par l'UICN. En Europe et en France elle est classée comme non préoccupante .

## Étymologie
Son nom est issu du latin viscum, devenu *WISCU en gallo-roman sous l'influence des parlers germaniques, peut-être du  vieux bas francique non attesté *wîhsila « sorte de griotte », puis *gwy et guy, ([w] > [g] est une évolution régulière du w d'origine germanique en français central « francien » (comme le prénom français Guillaume à partir du germanique wilhelm). L'ancien occitan quant à lui, a conservé le mot vesc issu directement du latin cf. italien vischio, roumain vâsc « gui » (v initial s'est maintenu dans les autres langues romanes tout comme dans les mots du français issus uniquement du latin, par l'intermédiaire du gallo-roman, ex : latin videre > voir). Viscum signifie « colle, glu » en référence à la viscosité de ses fruits (cf. visqueux qui est un emprunt plus tardif au bas latin viscosus « englué, enduit de glu; visqueux, gluant », dérivé en -osus de viscum). Album (du latin alba « blanc ») fait référence à la couleur blanchâtre des fruits.

## Histoire et mythologie
Les Grecs associaient le gui à Hermès, grand messager de l'Olympe.
Du temps des Gaulois, les druides allaient en forêt pour couper le gui sacré, le sixième jour de l'année celtique. Buisson toujours vert sur un arbre apparemment mort en hiver, il symbolisait la vie perpétuelle. Plante sacrée, les druides lui attribuaient des vertus médicinales et même miraculeuses (alors que le fruit est toxique pour l'être humain). Le gui était un talisman qui chassait les mauvais esprits, purifiait les âmes, guérissait les corps, neutralisait les poisons, assurait la fécondité des troupeaux, permettait même de voir les fantômes et de les faire parler. Les Gaulois le nommaient « celui qui guérit tout ». C'est le gui du chêne qui était recherché. (Les chênes à gui sont rares et d'autant plus importants aux yeux des druides). Le chêne était l'arbre du soleil qui symbolisait la force et la puissance. Le gui était l'arbuste de la lune. On le cueillait dans une grande cérémonie religieuse, le sixième jour de la lune avec une faucille d'or.
Selon Pline l'Ancien, après l'avoir récolté le sixième jour du mois lunaire avec une serpe en or, ils utilisaient ce symbole d'immortalité au cours de leurs cérémonies religieuses de taurobole
Héléna Blavatsky, fondatrice de la Société théosophique, propose, à titre d'explication religieuse, la suggestion d'Hislop, à savoir que, le gui étant une branche qui se développe depuis un arbre-Mère, il était adoré comme Branche Divine sortie d'un Arbre Terrestre, union de la divinité et de l'humanité.
Un des plus célèbres mythes de la mythologie nordique implique le gui. D'après l'Edda de Snorri, le dieu Baldr, fils d'Odin, est rendu invincible par sa mère Frigg qui a fait jurer à toutes choses, plantes, pierres et êtres vivants, de ne pas faire du mal à son fils. Cependant le dieu malin Loki lui fait avouer qu'elle n'a pas fait jurer à une pousse de gui, tellement elle lui paraissait inoffensive. Alors Loki, jaloux de la popularité de Baldr, taille le gui et incite traîtreusement le dieu Höd à le lancer vers Baldr, ce qui le tue tragiquement.

### Traditions

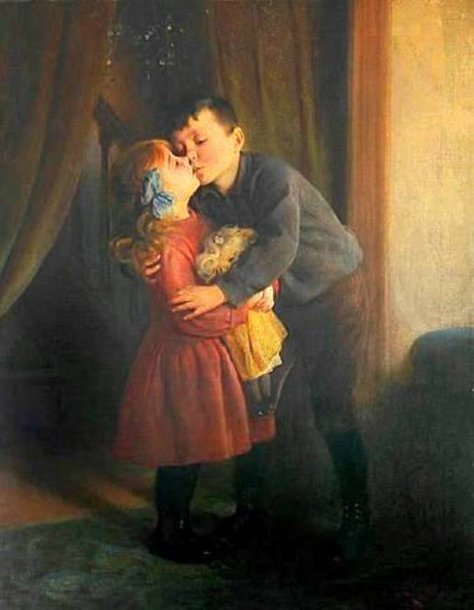
Tradition du baiser sous le gui.

En Europe du Nord (y compris en France), il est d'usage de s'embrasser sous une branche de gui et de choisir une baie de la gerbe, symbole de prospérité et de longue vie au moment des fêtes de Noël et du jour de l'an (à minuit précisément), la gerbe de gui étant accrochée au plafond ou au-dessus de la porte d’entrée. Cette tradition du baiser fait partie de tout un rituel du mariage lors des fêtes grecques des Saturnales. La saison voulant que le gui abonde, on en cueillit dès le Moyen Âge pour l'offrir avec ce souhait : « Au gui l'an neuf », formule qui fut remplacée plus tard par « Bon an, mal an, Dieu soit céans » (soit dans la maison). En Angleterre au XVIIIe siècle, si une jeune femme célibataire acceptait un baiser alors qu'elle se trouvait sous la « kissing ball » (littéralement la « boule à baisers », boule de gui décorée et accrochée aux portes), elle était promise à un mariage dans l'année, comme pour les Saturnales. Au XIXe siècle on disait « Bonne et sainte année, le paradis à la fin de vos jours », expression modernisée au XXe siècle en « Bonne et heureuse année ».
En France, il était parfois accroché comme enseigne aux portes de cabarets, d'où l'un de ses noms vernaculaires : kabarë, m. = «cabaret» d'après une étude ethnobotanique de Françoise et Grégoire Nicollier (1984) sur les plantes dans la vie quotidienne à Bagnes.
En Amérique du Nord, on décore à la période de Noël avec des feuilles de Phoradendron flavescens. La tradition veut que deux personnes qui se retrouvent dessous doivent s'embrasser.
Une fête à Morlaix, appelée « guignannée », correspondait à des étrennes le dernier jour de l'an, les riches offrant des présents aux pauvres à leur porte. Cette fête remonte au culte du gui du nouvel an chez les druides.

### Langage des fleurs
Dans le langage des fleurs, le gui symbolise l'invulnérabilité ou l'amour triomphant.

## Effets sur les arbres

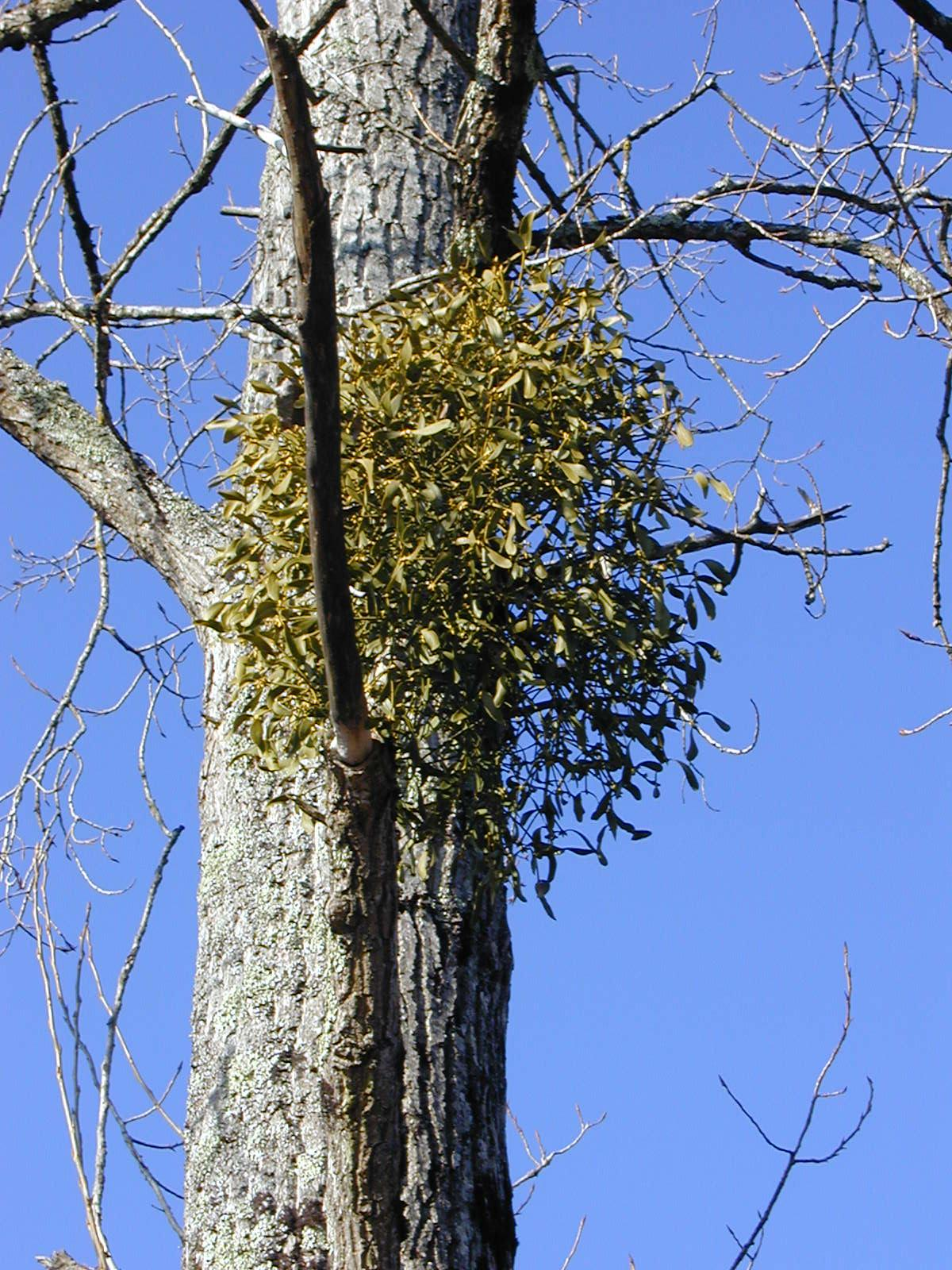
Touffe de gui sur un peuplier.

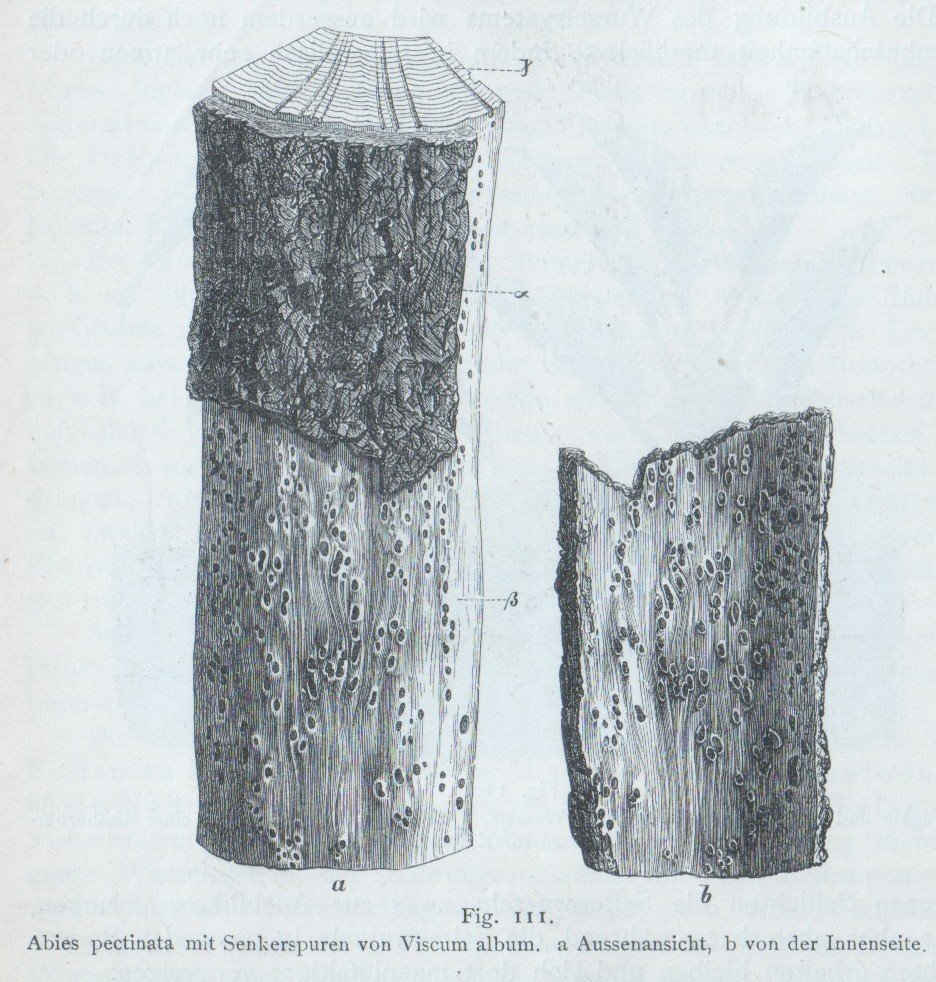
Bois de sapin « guité ».

Sa présence affaiblit l'arbre-hôte (diminution de la croissance en diamètre et en hauteur) et diminue certaines qualités du bois par les traces de ses suçoirs (on parle de bois guité). Chez le pommier, il diminue aussi la production fruitière. Au point de fixation du gui, il se produit souvent un renflement de la branche hôte, puis progressivement un affaiblissement mesurable de la partie située au-delà de ce point, partie qui finit parfois par se dessécher.
En région périméditerranéenne française, à partir de 400 m d'altitude, le gui touche plus particulièrement les amandiers abandonnés ou peu entretenus. Ici, le parasite tue son hôte, et continue de se propager par les jeunes pieds d'amandiers ensauvagés.
Là où il est surabondant, ce qui semble assez rare , le gui est donc considéré comme un fléau par les populiculteurs et les arboriculteurs. Ainsi, en France, le gui peut figurer sur une liste d'organismes dits « nuisibles » dont la destruction peut être rendue localement et temporairement obligatoire par arrêté préfectoral et/ou municipal.
Il est parfois difficile de savoir si c'est l'affaiblissement de l'arbre qui a favorisé les attaques de champignons et d'insectes ou si le gui a au contraire profité d'arbres âgés ou immunitairement affaiblis. Les monocultures équiennes ou les alignements semblent aussi faciliter la diffusion des graines par les oiseaux. De même a-t-on constaté en Amérique du Nord que les infestations par les guis nains progressent plus vite dans les peuplements arborés peu denses,.

## Lutte contre le gui
Le moyen de lutte le plus courant consiste à couper la touffe à sa base, mais cela ne donne qu'un répit à l'arboriculteur, car les cordons corticaux peuvent émettre des bourgeons adventifs capables de créer de nouvelles touffes. Il est possible de tailler les branches assez largement avant le point de fixation (au moins à la fourche principale antérieure), mais cela n'est pas faisable si le gui est implanté sur une branche importante.
Paradoxalement, il a été constaté chez le sapin que « l'éclaircie ou la coupe de régénération éliminant en priorité les arbres infestés semble conduire à un résultat contraire. En supprimant les arbres les plus attractifs et en augmentant la pénétration dans le peuplement, ces interventions reportent l’infestation sur les arbres qui restent, accélérant ainsi la dynamique du parasite. Ce même phénomène a été également noté sur le sapin et dans les peuplements nord-américains infestés par les guis nains », par exemple dans le Montana, au Canada et jusqu'en Alaska.
Aucun produit chimique n'existant actuellement pour contrôler le gui sans nuire à la plante hôte, la destruction chimique, notamment par l'injection dans le tronc de l'hôte d'herbicides systémiques, qui sont véhiculés par la sève, fait l'objet de recherches. La prévention, par la sélection de cultivars naturellement résistants, est une autre voie de recherche.
Chez le peuplier on a par exemple identifié des souches et cultivars plus ou moins résistants, grâce à « des moyens de défense préexistants liés à des caractéristiques histologiques propres à chaque cultivar » ou via la mise en place en réponse à la tentative de pénétration du bois par le gui d'une « zone périhaustoriale riche en polyphénols. Chez le cultivar résistant, ces polyphénols se caractérisent par une forte abondance en flavonoïdes avec flavones, flavanones et flavonols », mais comme chez tous les parasites, il est probable que le gui puisse dans une certaine mesure coévoluer avec son hôte dans le cadre de ce que Claude Combes nomme les « interactions durables ».

## Propriétés et utilisations

### Composition et toxicité
Le gui utilisé contient un mélange complexe de nombreux alcaloïdes, pour la plupart cytotoxiques, et de protéines (viscotoxines et lectines) qui sont des hémagglutinines à effet mutagène. Les principes toxiques sont mal connus : alcaloïdes polypeptidiques, saponosides, alcools résiniques.
Constituants connus : 
- choline,
- viscalbine,
- viscoflavine,
- acétylcholine,
- viscotoxine (en) protéine présente dans les feuilles, les tiges, et les baies blanches.
- viscumine (lectine),
- inositol,
- mannite,
- saponine,
- acides,
- sels,
- vitamine C,
- viscine,
- résine.

La toxicité du gui serait variable selon l'arbre sur lequel il se développe, ainsi celui du peuplier serait plus toxique que celui du pommier.
Les parties les plus toxiques (principe actif : viscotoxine) sont les feuilles, les écorces et les baies blanches. Les intoxications par baies de gui concernent surtout les enfants. Chez l'adulte, des troubles digestifs apparaissent à partir de cinq baies, les accidents graves (troubles du rythme cardiaque, collapsus cardiovasculaire) surviennent à partir d'une dizaine de baies.
L'intoxication grave se manifeste par un œdème pharyngé, une irritation des muqueuses du tube digestif (vomissements et diarrhées sanglantes), une soif intense, des troubles respiratoires et une chute de la tension artérielle,.
En fait la quantité ingérée est souvent faible (moins de trois baies, en raison de leur mauvais goût), et se limite à des troubles digestifs mineurs.

### Intérêt médicinal et pharmacopée
Comme des milliers d'espèces de plantes médicinales, utilisées depuis des siècles en médecine populaire ou traditionnelle, le gui pourrait contenir des substances intéressant la médecine et la biochimie. Les feuilles, ou la plante entière, sont utilisées en infusion, teinture, sirop, extrait de fluide, œnolé, extrait visqueux, par voie orale ou parentérale (injectable).

#### Action cardiovasculaire et diurétique
Les feuilles, quelquefois la plante entière, ont des propriétés vasodilatatrice et antihypertensive par la choline, l'acétylcholine et des saponosides. Il existe aussi une action cardiaque de type digitalique. La voie orale est peu efficace, les effets ne sont constatés que par injection.
Il existe aussi une action diurétique.

#### Action antispasmodique
Le gui était autrefois utilisé contre les désordres nerveux, pour la régulation des activités glandulaires et de la digestion. Il était notamment recommandé en cas de vertiges, en vertu de la théorie des signatures . La décoction des branchettes serait capable de diminuer la sensibilité au froid et d'éviter les engelures. Cette dernière propriété serait liée à une pensée mythique (le gui restant vert en saison froide).

#### Action antitumorale
Selon Delaveau, un mythe s'est créé pour supposer des propriétés antitumorales du gui, à partir de l'observation du développement du gui se développant comme un cancer sur l'arbre parasité.
L'étude chimique du gui a commencé dès le début du XXe siècle et n'est pas terminée. Les feuilles contiennent une protéine stimulante du thymus. D'autres protéines, comme des phytohémagglutinines, pourraient bloquer la multiplication de cellules cancéreuses. Des viscotoxines seraient actives contre des papillomes ou verrues.
Des extraits de gui sont utilisés comme traitement adjuvant de certains cancers traités par chimiothérapie, en médecine anthroposophique . Il s'agit de la préparation Iscador®  ou Viscum Album, proposée en 1921 par l'Association médicale anthroposophique. Pour le fondateur de l'anthroposophie, Rudolf Steiner, le gui est une plante qui se situe « entre les forces de pesanteur et de lévité, et qui s'oppose aux forces éthériques, donc à la prolifération ». Par la suite, les médecins anthroposophes expliquent l'action du gui par une action cytostatique et stimulante de l'immunité.
L'Iscador est composé d'extraits de gui fermenté, cueilli et préparé selon un cérémonial particulier. Il existe plusieurs types d'Iscador, selon l'arbre, et selon une combinaison métallique. Les cures sont de quatorze jours, le matin, par injections sous-cutanées. Dans les années 1980, deux millions d'ampoules auraient été vendues chaque année dans le monde, principalement en Suisse, en Allemagne et en Belgique.
ll n'existe pas à l'heure actuelle d'études scientifiques reconnues démontrant l'efficacité de l'Iscador dans le traitement du cancer. Les études sont nombreuses,, mais contradictoires et peu convaincantes,.
Si les extraits de gui sont commercialisés et diffusés en Allemagne et en Suisse, ils ne sont pas autorisés en France, ni aux États-Unis. Ainsi le National Institutes of Health n'approuve pas l'utilisation médicale du gui, et la Food and Drug Administration interdit les injections d'extraits de gui (importation, vente et usages médicaux, sauf à des fins de recherches) . En Suisse même, la Société suisse d'Oncologie et la Ligue suisse contre le cancer déconseillent l'emploi de l'Iscardor dans le traitement des cancers.

### Glu
Les fruits du gui, une fois macérés, fermentés et cuits, donnent une colle fine et très adhésive qui servait de glu (glu des oiseleurs) pour piéger les oiseaux.
Jacques-Christophe Valmont de Bomare décrit la préparation de la glu :
« Les Anciens se servaient des baies de gui pour faire de la glu, viscum aucupum, en faisant bouillir ces fruits dans de l'eau, les pilant ensuite, & coulant la liqueur chaude pour en séparer les semences & la peau. Cette glu est très-résolutive & émolliente; appliquée extérieurement, elle soulage les douleurs de la goutte. Des personnes font aujourd'hui la glu de gui avec l'écorce de cette plante parasite. On la met dans un lieu humide, renfermée dans un pot l'espace de huit ou dix jours. Quand elle est pourrie, on la pile jusqu'à la réduire en bouillie ; ensuite on la met dans une terrine ; on y jette de temps à autre de l'eau de fontaine bien fraîche ; on remue avec un bâton en forme de spatule, jusqu'à ce que la glu se prenne au bâton ; plus elle est nette, plus elle est tenace ; on l'étend ensuite à plusieurs reprises dans l'eau pour la bien nettoyer. D'autres, pour faire cette même glu de gui, en prennent également l'écorce dans le temps de la sève ; ils en forment un gros peloton, & le mettent pourrir pendant cinq à six jours dans l'eau, à l'aide de la chaleur du fumier. Ils pilent ensuite cette masse d'écorce dans l'eau & la réduisent en pâte, puis ils la lavent dans une eau courante : elle forme une masse gluante, qu'on met en boule dans un pot en un lieu frais, & on met dessus de l'eau claire, qu'on renouvelle de temps en temps. »

### Divers
- Le gui joue un rôle important dans les écosystèmes au bénéfice de nombreuses espèces de vertébrés[67]
- Le feuillage du gui a parfois été utilisé comme fourrage pour compléter l'alimentation des bestiaux à la mauvaise saison. Il était réputé pour favoriser la lactation des vaches et des chèvres.
- Les touffes de gui avec leurs fruits se conservent très bien pendant des semaines voire des mois en guise d'ornement par exemple. Il suffit de tremper les extrémités des tiges coupées dans de l'eau.
- Un coléoptère buprestide vit exclusivement dans le bois du gui : Agrilus viscivorus (Bily). Cette espèce menacée par la coupe des vieux vergers est signalée en France depuis 2005.